# IGA U.S. Indoor Championships 2001 - Doppio
Il doppio dell'IGA U.S. Indoor Championships 2001 è stato un torneo di tennis facente parte del WTA Tour 2001.
Kimberly Po e Corina Morariu erano le detentrici del titolo, ma quest'anno non hanno partecipato.
Amanda Coetzer e Lori McNeil hanno battuto in finale 6–3, 2–6, 6–0  Janet Lee e Wynne Prakusya.

## Teste di serie
1. Lisa Raymond /  Rennae Stubbs (semifinali)
2. Cara Black /  Nicole Pratt (semifinali)
3. Ai Sugiyama /  Yuka Yoshida (primo turno)
4. Amanda Coetzer /  Lori McNeil (campionesse)

## Tabellone

### Legenda
| - Q = Qualificato - WC = Wild card - LL = Lucky loser | - ALT = Alternate - SE = Special Exempt - PR = Protected Ranking | - w/o = Walkover - r = Ritirato - d = Squalificato |